# Slepý ortel
Slepý ortel je pojem používaný v městském právu předbělohorského období. Jestliže si městské soudy nevěděly s určitým těžkým právním případem rady, požádaly vyšší instanci o vyřešení. Soud nižší instance postoupil vyšší stolici veškerý procesní materiál bez udání jmen žalobce a žalovaného. Místo jmen sporných stran byla uváděna fiktivní latinská jména obvykle používaná v římskoprávních formulích, proto pojmenování „slepý ortel“ nebo „slepý rozsudek“. Nadřízená instance na základě dodaných písemných podkladů celý případ rozhodla a své rozhodnutí zaslala zpět soudu, který žádal o pomoc. Ten pak většinou rozhodl podle řešení uvedeném ve slepém ortelu, který ale pro něj nebyl závazný.

## Slepé rozsudky u apelačního soudu
Apelační soud po svém zřízení roku 1548 také vydával tyto tzv. slepé rozsudky. Slepé rozsudky se zapisovaly do tzv. knihy rozsudků a tato zaznamenaná rozhodnutí byla později používána pro obdobné případy. Tak nakonec vlastně i pozdější sbírky rozsudků byly pouhým pokračováním starých rozhodnutí.
Usnesením českého zemského sněmu ze dne 27. září 1575, ve kterém mimo jiné sněm zakázal povolávat před apelační soud osoby šlechtického stavu, bylo vydávání slepých ortelů zakázáno, „neb se při tom mnozí nedostatkové nacházejí“. Protože Rada nad apelacemi rozhodovala pouze na základě písemných a často neúplných materiálů zaslaných soudem nižší instance, bývaly opravdu slepé ortely nedokonalé. Také možnost požadovat vydání slepých rozsudků byla využívána takovým způsobem, že apelační soud býval ve své činnosti leckdy přetěžován závalem nezávažných případů. Městské soudy na apelační komoru někdy přesouvaly odpovědnost za rozhodování nepříjemných případů. Stávalo se to zejména tehdy, když stranami sporu bývali vlivní bohatí měšťané a městská rada nechtěla některého z nich proti sobě popudit. Využila tak možnosti požádat apelační soud o vydání slepého ortelu. Před nespokojenou stranou pak mohla argumentovat, že rozhodla v intencích slepého rozsudku apelační komory, která nemohla být podjata, protože jména sporných stran nebyla v postoupeném procesním materiálu uvedena.